# Rosutl
Rosutl (ros. Росутль) – wieś w Rosji, w Dagestanie, w rejonie gunibskim. W 2010 liczyła 80 mieszkańców, głównie Awarów.